# Escola de Tecnologia Superior
A Escola de Tecnologia Superior (ÉTS) é uma faculdade pública de engenharia em Montreal, Quebec, Canadá.
Fundada em 1974, a École de Technologie Supérieure faz parte do sistema da Universidade do Quebec. Especializada em ensino aplicado em engenharia e transferência de tecnologia para empresas, ela ensina engenheiros e pesquisadores reconhecidos por sua abordagem prática e inovadora.
Em qualquer ano, 25% de todos os engenheiros que recebem um diploma de uma escola de engenharia ou faculdade na província de Quebec se formam na instituição. Assim, ela é classificado em primeiro lugar em Quebec e segundo no Canadá para o número total de diplomas de engenharia concedidos anualmente.